# Cratère Commerson
Pour les articles homonymes, voir Commerson.
Le cratère Commerson est un cratère volcanique des Hauts de l'île de La Réunion, un département d'outre-mer français dans l'océan Indien. Situé sur le territoire communal de Saint-Joseph, il est juché sur une falaise relevant du massif du Piton de la Fournaise mais est situé hors de l'Enclos Fouqué, sa caldeira la plus récente.
Le cratère a été baptisé en l'honneur de Philibert Commerson, explorateur et naturaliste français. Son activité importante avant son extinction a partiellement comblé le fond de la rivière des Remparts, qui s'écoule vers le sud jusqu'à Saint-Joseph, 22 km plus loin, où elles ont construit la pointe de la Cayenne.

## Géologie
Le magma responsable de l'éruption provient d'une chambre magmatique profonde et n'a pas évolué en montant dans un réservoir supérieur ; le cratère Commerson est pour cette raison qualifié de « primitif ». Très turbulent et riche en gaz, il a ramassé pendant son ascension des cumulats d'olivine (= dunite) formés au fond de chambres magmatiques anciennes ; on en trouve dans les coulées et parfois dans les projections.
Le volume des laves émises, estimé à plusieurs centaines de millions de mètres cubes, est beaucoup plus important que ceux d'éruptions historiques (15 millions à Saint-Philippe en 1986, 100 millions à Sainte-Rose en 1977) : le Commerson correspond à une éruption majeure du piton de la Fournaise actuelle.

## Climat
Lors du passage des cyclones et des tempêtes tropicales sur La Réunion, ce site est souvent abondamment arrosé, 1 474 mm de pluie sur 24 h durant la tempête Diwa en mars 2006, 1 505 mm de pluie sur 24 h durant la tempête tropicale Clotilda en février 1987, 6 083 mm sur 15 jours durant le cyclone Hyacinthe en janvier 1980.